# 當哈利遇上聖誕老人
《當哈利遇上聖誕老人》（英語：When Harry Met Santa）是挪威郵政打造的聖誕主題廣告。影片由2021年11月釋出，來慶祝2022年挪威男男性行為除罪化50週年。

## 影片內容
廣告的名字來源於1989年浪漫喜劇片，講述一個名為哈利的男性希望能與聖誕老人發展關係。有一年，哈利在聖誕老人送禮物時首次撞見他，兩人的愛火越來越深厚。哈利最終寫下「你是我最想要的聖誕禮物」的情書給聖誕老人，兩人隨後擁吻。聖誕老人接著請求挪威郵政替他在平安夜送禮物，好讓他多花時間陪伴新男友哈利。

## 反響
廣告一出馬上在全球爆紅，反應「大多正面」和引起共鳴。加拿大議員藍道爾·加里森和前美國駐丹麥大使魯弗斯·吉福德稱讚影片。
然而，廣告性化聖誕老人遭到英國評論家批評，例如通俗小報《每日星報》專欄作家達恩·尼森和評論員兼作家梅蘭妮·布雷克。英國作家兼學者凱蒂·愛德華茲在《獨立報》寫上述批評是基於反同理念和「男同性傾向惡名化」，即是兩個男人親吻是帶有性的行為，但男女這樣做就不是，因為這早已被社會視為常態。匈牙利國民議會議長克韋爾·拉斯洛譴責廣告褻瀆聖誕節。
廣告在挪威本地並未引起爭議，反被認為是基姆·弗里勒等LGBT維權人士參選而改變本土風氣的例子。挪威有關LGBT法律包括1972年同性戀合法化和2009年同性婚姻。

## 外部連結
- YouTube的《當哈利遇上聖誕老人》英文字幕 （页面存档备份，存于）